# Hapalogaster grebnitzkii
Hapalogaster grebnitzkii är en kräftdjursart som beskrevs av Schalfeew 1892. Hapalogaster grebnitzkii ingår i släktet Hapalogaster och familjen trollkrabbor. Inga underarter finns listade i Catalogue of Life.